# 미국 역사 연표
이 글은 미국의 역사를 법률적, 또는 영토 변화 그리고 정치적 사건에 의거해 연대기로 구성한 것이다.

## 16세기
| 년도 | 날짜 | 사건                                                                                        |
| ---- | ---- | ------------------------------------------------------------------------------------------- |
| 1513 |      | 스페인 탐험가 바스코 누녜스 데 발보아가 파나마 지협을 횡단.                                 |
|      |      | 스페인의 유카탄 정복: 스페인 인 후안 폰세 데 레온이 틀락스칼라 왕국을 물리침.               |
| 1520 |      | 스페인의 유카탄 정복: 스페인의 마야 문명 정복 시작.                                         |
| 1521 |      | 스페인의 아즈텍 제국 정복: 스페인 콘퀴지타도르 에르난 코르테스가 아즈텍 제국을 파괴함.      |
| 1524 |      | 조반니 다 베라차노가 프랑스에 고용되어 북미 대서양 해안을 탐사함                            |
| 1542 |      | 스페인 탐험가 에르난도 데 소토가 미시시피강을 발견, 북미 내륙에 대한 스페인 영유권을 강화함 |
| 1565 |      | 스페인 장군 페드로 메넨데즈 드 아벨레스가 세인트오거스틴 설립.                              |
| 1570 |      | 이로쿼이 연맹 결성.                                                                         |
| 1587 |      | 영국인 탐험가 월터 롤레이 경이 로어노크 식민지 창설.                                        |
| 1590 |      | 로어노크 식민지 포기                                                                        |